# Achim Ebert
Georg Achim Ebert (* 8. Mai 1940 in Wuppertal; † 5. September 2024) war ein deutscher Sozialarbeiter.

## Werdegang
Ebert schloss sein Studium an der Universität Köln 1967 als Diplom-Kaufmann ab. Im Anschluss war er bei der Lackfabrik Herberts in Wuppertal angestellt. 1971 wechselte er zu den Stocko-Metallwarenfabriken. Daneben übernahm er 1974 ehrenamtlich das Amt des Aufsichtsratsvorsitzenden der Evangelischen Altenhilfe gGmbh Wuppertal-Ronsdorf.
1982 wurde er von Mildred Scheel als Geschäftsführer der Deutschen Krebshilfe eingesetzt. In den 20 Jahren seiner Tätigkeit gestaltete er die Entwicklung des Vereins zu einer der größten privaten Organisationen des deutschen Gesundheitswesens. Am 30. Juni 2002 schied er im Zuge einer Reorganisation der Beratungs- und Entscheidungsgremien der Krebshilfe aus seinem Amt aus.
Danach war er bis 2007 als Geschäftsführer der ZNS – Hannelore Kohl Stiftung und Sprecher der bundesweit organisierten Arbeitsgemeinschaft „Rehabilitation und Nachsorge“ tätig.

## Ehrungen
- Bundesverdienstkreuz am Bande (18. Mai 1995)[2]